# Vivir sin ti
Vivir sin ti (posteriormente Vivir por ti) es una telenovela mexicana producida por Argos Comunicación en colaboración con RCTV Internacional para TV Azteca en el 2008. Protagonizada por Elizabeth Cervantes, Diego Olivera y José Ángel Llamas, coprotagonizada por María Aura e Iliana Fox y con las participaciones antagónicas de Lisset, Carlos Torres, Mariana Gajá y Juan Carlos Barreto.

## Sinopsis
Natalia Landeros es una mujer de cuarenta años que ha dedicado los últimos dieciocho años de su vida al cuidado de su familia, hasta que un día descubre que su esposo, Juan Carlos Rivas, tiene una amante. Juan Carlos, que es profesor en una universidad, se encuentra en medio de una crisis existencial; a pesar de ser un hombre exitoso y económicamente solvente, se siente atrapado en su matrimonio. Si bien se casó con Natalia por amor, la relación entre ambos se ha vuelto monótona y aburrida, lo que lo lleva a iniciar una relación adúltera con Ingrid, una compañera de trabajo. 
Natalia y Juan Carlos deciden intentar salvar su relación, principalmente por el bienestar de sus hijos. Sin embargo, Juan Carlos se enamora profundamente de Mariana, una de sus alumnas, y deja a Natalia por ella. Natalia queda sumida en una profunda tristeza, pero decide superar su dolor y divorciarse de Juan Carlos para tratar de rehacer su vida.
Natalia se niega a volver a estar con otro hombre; sin embargo, poco después se reencuentra con Emiliano Carrasco, su primer amor, al que dejó veinte años atrás por Juan Carlos. Emiliano ahora está casado y tiene una hija, pero también se siente atrapado en su matrimonio, por lo que decide dejar a su mujer y volver con Natalia.
Cuando Juan Carlos ve a Natalia convertida en una mujer fuerte y decidida, sus sentimientos hacia Mariana comienzan a debilitarse, por lo que decide reconquistar a su exmujer; sin embargo, esto no será fácil, pues Natalia está decidida a rehacer su vida a lado de Emiliano.

## Elenco
- Elizabeth Cervantes - Natalia Landeros
- Diego Olivera - Juan Carlos Rivas
- Lisset - Beatriz del Toro
- María Aura - Mariana de Landeros
- José Ángel Llamas - Emiliano Carrasco
- Omar Fierro - Roberto
- Karina Mora - Bárbara
- Sandra Destenave - América
- Mariana Gajá - Ingrid
- Alberto Guerra - Francisco
- Iliana Fox - Liliana
- Francisco de la O - Antonio
- Claudia Lobo - Lucila
- Julieta Egurrola - Mercedes
- Luis Rábago - Alfonso
- Rodolfo Arias - Luis
- Karina Gidi - Marta
- Danny Gamba - Brenda
- Gloria Stalina - Alejandra (presentada como Gloria Margarita)
- Miguel Nájera - Diego
- Maximiliano González - Gustavo
- Antonio Gaona - Julio
- Bárbara Hidalgo - Rosenda
- Juan Carlos Barreto - Dagoberto
- Carlos Torres - Ricardo
- Emilio Guerrero
- Angélica Celaya

## Versiones
- Vivir por ti es una adaptación de la telenovela venezolana "Natalia de 8 a 9", hecha por RCTV en 1980. Esta fue producida y escrita por José Ignacio Cabrujas y protagonizada por Marina Baura y Gustavo Rodríguez.